# Arteria hialoidea
La arteria hialoidea es una arteria fetal, prolongación de la arteria central de la retina (rama colateral de la arteria oftálmica, la cual a su vez es rama de la arteria carótida interna). Atraviesa el ojo partiendo del disco óptico a través del humor vítreo, hasta alcanzar el cristalino. Su función es proporcionar nutrientes para el desarrollo del cristalino durante el período fetal. No presenta ramas.
A partir de la semana 10 del desarrollo del feto, el crecimiento del cristalino se hace independiente del flujo arterial, la arteria hialoidea regresa y acaba por desaparecer, persistiendo únicamente su primera rama, que constituye la arteria central de la retina. 
La regresión de la arteria hialoidea deja sin embargo un conducto que persiste en la vida adulta y atraviesa el humor vítreo que se conoce como conducto hialoideo o de Cloquet en recuerdo del médico francés Jules Germain Cloquet (1790-1883) que lo describió.
A veces la arteria no regresa totalmente, situación que se conoce como arteria hialoidea persistente.